# Соковнинка (Курская область)
Соковнинка — посёлок разъезда в Конышёвском районе Курской области России. Входит в Наумовский сельсовет.Железнодорожная станция (Соковнинка) на линии Арбузово-Льгов.

## География
Посёлок находится 2 км от истока Чмачи (левый приток Свапы), в 60 км от российско-украинской границы, в 67 км к северо-западу от Курска, в 10 км к северо-западу от районного центра — посёлка городского типа Конышёвка, в 7,5 км от центра сельсовета — села Наумовка.
Климат
Соковнинка, как и весь район, расположена в поясе умеренно континентального климата с тёплым летом и относительно тёплой зимой (Dfb в классификации Кёппена).
Часовой пояс
Посёлок Соковнинка, как и вся Курская область, находится в часовой зоне МСК (московское время). Смещение применяемого времени относительно UTC составляет +3:00.

## Население
| 2002 | 2010 |
| ---- | ---- |
| 22   | ↘14  |

## Инфраструктура
Личное подсобное хозяйство. В посёлке 7 домов.

## Транспорт
Соковнинка находится в 54 км от автодороги федерального значения М3 «Украина» (Москва — Калуга — Брянск — граница с Украиной), в 41 км от автодороги М2 «Крым» (Москва — Тула — Орёл — Курск — Белгород — граница с Украиной), в 29,5 км от автодороги А142 (Тросна — М-3 «Украина»), в 14,5 км от автодороги регионального значения 38К-038 (Фатеж — Дмитриев), в 5 км от автодороги 38К-005 (Конышёвка — Жигаево — 38К-038), в 19 км от автодороги 38К-003 (Дмитриев — Берёза — Меньшиково — Хомутовка), на автодорогe межмуниципального значения 38Н-467 (Машкино — ст. Соковнинка возле одноимённого посёлка — Наумовка). Ж/д станция Соковнинка (линия Навля — Льгов I).
В 168 км от аэропорта имени В. Г. Шухова (недалеко от Белгорода).